# Run rate
De run rate (afgekort RR) is een cricketterm, ook wel bekend als runs per over (afgekort RPO). Met de run rate wordt bedoeld, het aantal runs dat in één over wordt gemaakt.
De maximum run rate, zonder extra's is 36. Deze score wordt vrijwel nooit gemaakt, want op elke bal moet in dat geval een zes worden geslagen. Dit is een keer voorgekomen op het wereldkampioenschap 2007, bij de wedstrijd tussen Nederland en Zuid-Afrika in de groepsfase.
De runrate is over het algemeen lager bij bijvoorbeeld test-matches, dan bij Twenty20-wedstrijden, omdat bij Twenty20-wedstrijden het aantal overs minder is, men daarbij meer risico kan nemen.

## Netto run rate
De Netto run rate (afgekort NRR) wordt vaak gebruikt om teams die met evenveel punten eindigen, toch een team hoger kan eindigen. Dit is vergelijkbaar als bij het voetbal het doelsaldo.
De Netto run rate is opgesteld in de volgende formule:
{\displaystyle {\mbox{Netto run rate }}={\frac {\mbox{Totaal aantal runs gemaakt}}{\mbox{Totaal aantal overs gebat}}}-{\frac {\mbox{Totaal aantal runs tegen gekregen }}{\mbox{Totaal aantal overs gebowld}}}}.
Als een partij all out gaat, is het totaal aantal overs gebowld het maximumaantal overs. All out gaan heeft dus een negatief effect op de Netto Run rate.
De Netto run rate kan dus een positief getal worden, maar ook een negatief getal. Hoe hoger het getal, hoe positiever voor die partij.
Vroeger werd deze formule ook gebruikt om bij bijvoorbeeld regen de wedstrijd toch beslist te laten eindigen. Tegenwoordig gebruikt men vaak de Duckworth-Lewis methode in dat geval.

#### KNCB-definitie van de Netto run rate
De KNCB gebruikt voor het bepalen van de eindstand van competitie niet de internationale netto run rate, maar heeft een aangepaste versie. Deze versie houdt in dat all-out gaan niet van belang is op het aantal overs. Dit is beslissend geweest voor de hoofdklasse dames 2008, welke is gewonnen door Quick Haag, dankzij de KNCB run rate. Als de internationale run rate wordt toegepast, zou VRA landskampioen zijn geworden. In de hoofdklasse cricket 2008 voor heren had hetzelfde het geval kunnen zijn tussen VRA en Hermes DVS. VRA was echter uiteindelijk in beide run rates hoger geklasseerd.